# Dikloroetan
Dikloretan (1,1-dikloroetenom), navadno imenujemo 1,1-dikloroetilen ali 1,1-DCE, je organoklorid C2H2Cl2 z molekulsko formulo. To je brezbarvna tekočina z ostrim vonjem. Kot pri večini chlorocarbons je slabo topen v vodi, vendar so topi v organskih topilih. 1,1-DCE bil je razviti za hrano, toda ta vloga je bila ukinja.

## Proizvodnja
1,1-DCE je proizvedena z dehidrokloriranjem 1,1,2-trikloroetana, relativno nezaželen stranski produkt pri proizvodnji 1,1,1-trikloroetan in 1,2-dikloroetan. Pretvorba vključuje osnovne-katalizirane reakcije:
Cl2CHCH2Cl + NaOH  →  CH2 + NaCl + H2O
Faza reakcije plina brez baze, bi bila bolj zaželena, vendar je manj selektivna.

## Prošnje
1,1-DCE se uporablja predvsem kot komonomer v polimerizaciji vinil klorida, akrilonitrila in akrilati. Uporablja se tudi za izdelavo naprave polprevodnika za gojenje visoke čistosti filmov silicijevega dioksida (SiO2).

### Polivinil klorid
Kot pri mnogih drugih alkenov lahko, 1,1-DCE polimerizirani, da se tvori poliviniliden klorid. Med raziskavami leta 1990 je predlagal, da tako kot pri mnogih kloriranih ogljikovih spojinah, predstavlja morebitno nevarnost za zdravje z izpiranjem, zlasti pri izpostavljenosti hrani v mikrovalovni pečici. 

## Varnost
Izpostavljenost 1,1-DCE vpliva na centralni živčni sistem in ima simptome sedacije, omamljenosti, krčev, in izgubi zavesti pri visokih koncentracijah.
V človeško telo se vnaša v glavnem preko dihal in sluznice (lahko tudi preko prebavil z vodo ali hrano), lahko pa tudi preko kože. Akutna smrtna doza za zdravega človeka je več kot 10 gramov. Pri dolgotrajnem vnosu dikloroetana se pri organizmu posledice kažejo na imunskem sistemu, živčnem sistemu, na ledvicah, pljučih in jetrih.
1,2 - dikloroetan se ne bioakumulira. Prehaja v materino mleko in s tem škoduje organizmu. Podatki o toksičnosti so negativni, z rezultati o potomstvu skupaj. Je genotoksičen, kar pomeni da je po IARC uvrščen v 2B skupino. Tumorji so se bili ponavljali v poskusih na živalih in na različnih mestih v telesu.